# Кино (альбом)
Чорний альбом (рос. Чёрный альбом)[⇨] - восьмий і останній студійний альбом рок-гурту «Кино». Записаний у вересні - жовтні 1990 року, вийшов 12 січня 1991 року.
Платівку створено після завершення останнього для колективу концертного туру. Демоверсія альбому була записана лідером гурту «Кино» Віктором Цоєм та гітаристом Юрієм Каспаряном влітку 1990 року в латвійському курортному селищі Пліенціємс, куди музиканти вирушили у відпустку після важких та виснажливих гастролей[⇨]. Після створення демозапису — вранці 15 серпня 1990 року — Віктор Цой трагічно загинув в автомобільній катастрофі під Ригою на 35-му кілометрі траси «Слока — Талсі»[⇨], тож завершувати створення «Чорного альбому» решта музикантів «Кино» були змушені без свого лідера. У записі основної версії платівки брали участь гітарист Юрій Каспарян, бас-гітарист Ігор Тихомиров, барабанщик Георгій Гур'янов та директор гурту Юрій Айзеншпіс. Альбом створювався на основі вцілілого матеріалу. Були «врятовані» записаний раніше голос Цоя і звук його гітари. Музикантам вдалося досягти балансу: зберегти первісне звучання пісень і при цьому зробити професійний запис з якісними аранжуваннями[⇨].
Платівка була офіційно презентована 12 січня 1991 року в Московському палаці молоді[⇨]. «Чорний альбом» мав комерційний успіх: 500 тисяч копій платівки були розпродані протягом 3-4 місяців. Загалом було реалізовано понад мільйон примірників[⇨]. Альбом отримав мінімалістичне траурне оформлення[⇨].
Пісні альбому вирізняються песимістичним і депресивним настроєм. Дослідники творчості Цоя і шанувальники музиканта вбачали в цьому містичний збіг зі смертю Цоя[⇨]. «Чорний альбом» отримав як позитивні, так і негативні відгуки критиків. Одні експерти хвалили музичний і поетичний матеріал платівки. Інші вважали, що до останнього альбому музиканти «опопселі», «списалися» і почали повторювати самих себе[⇨].

## Назва та обкладинка

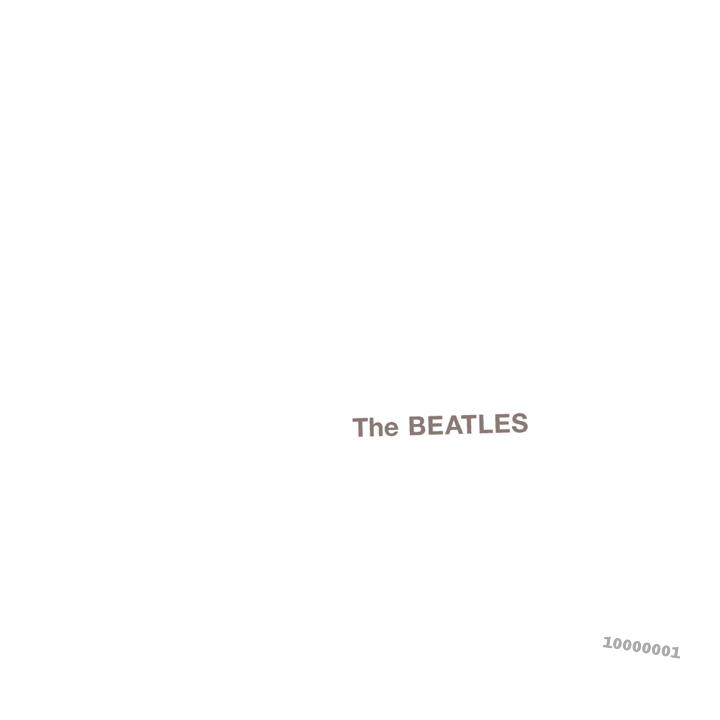
«Білий альбом» The Beatles

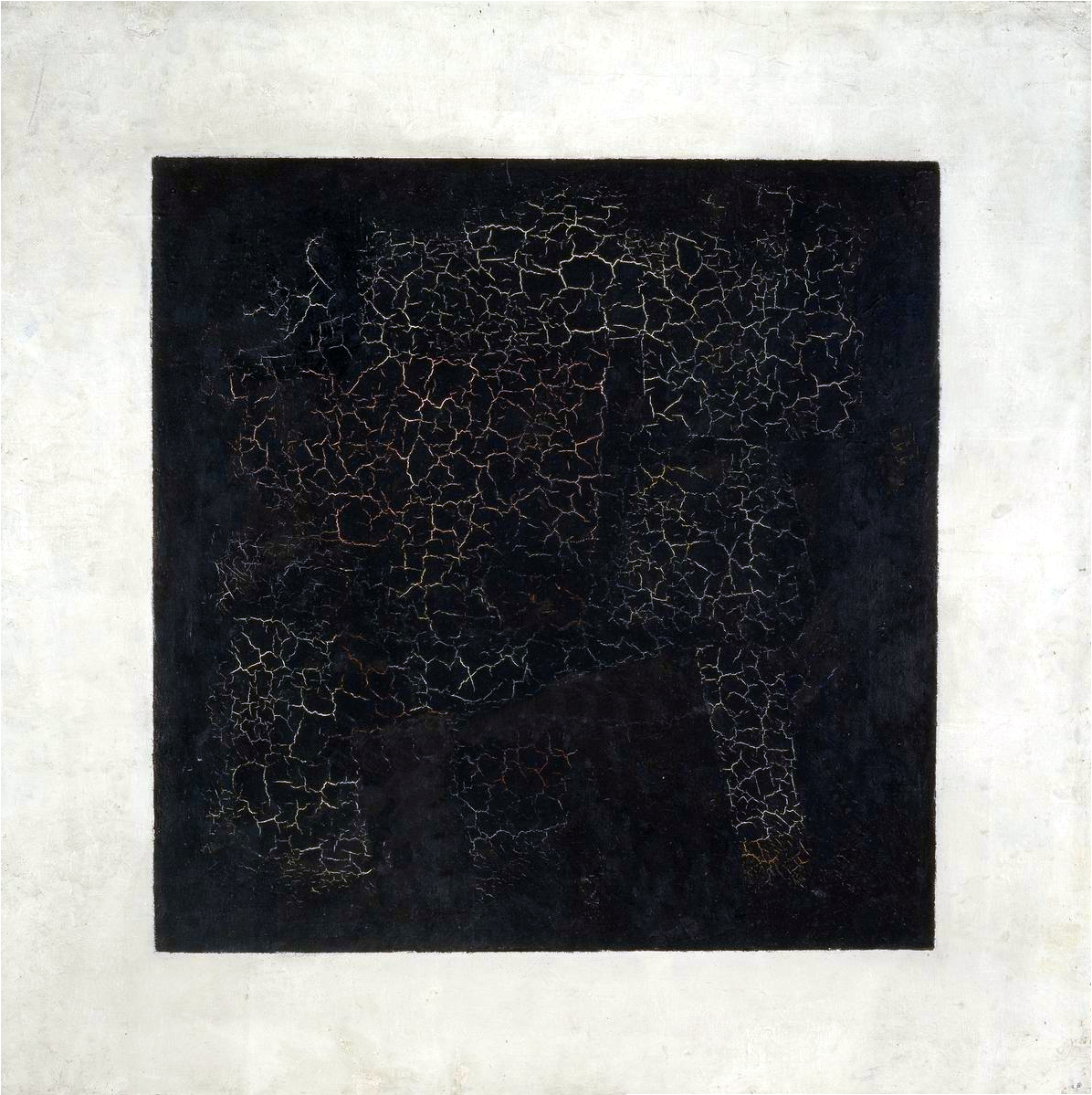
«Чорний квадрат» Малевича

За словами критика Артемія Троїцького, в останнього альбому гурту «Кино» немає офіційної назви. Підбором заголовків до альбомів зазвичай займався Віктор Цой, але останній альбом вийшов уже без лідера групи. Згідно зі спогадами Каспаряна, у період запису чорнової версії Цой не встиг вигадати назву для платівки, тож можна сказати, що останній альбом гурту «Кино» — безіменний.
Ще в період студійного запису платівки Тихомиров зазначив, що альбом оригінальної назви не отримає. На запитання журналіста «Як буде називатися альбом?» музикант відповів наступне:
|  | Ніяк. Група «Кино». Просто «Группа «Кино»». Оформлення альбому теж наше — гурту «Кино» |

Також Тихомиров звернув увагу на той факт, що заголовки не було дано і пісням. Таким чином, найменування композицій були придумані не учасниками гурту «Кино», а видавцями альбому.
Вони ж дали й умовну назву платівці: у більшості видань вона має найменування «Кино». Сам альбом був виданий у траурному чорному оформленні. Жодних написів, крім назви гурту, на обкладинці не було. Саме тому остання велика студійна робота гурту «Кино» отримала «народну» назву «Чорний альбом» (за аналогією з «Білим альбомом» гурту «The Beatles»). Альбом має й інші неофіційні заголовки — «Пам'яті Віктора Цоя» та «Сонце моє, поглянь на мене». Найчастіше ж використовується саме найменування «Чорний альбом».
Конверт платівки був оформлений у вигляді «Чорного квадрата». Автором ідеї став Георгій Гур'янов. За словами музиканта, на той час чорний колір був дуже модним, проте оформлення відсилає не тільки до творчості Казимира Малевича, а й до обкладинок двох альбомів гурту «Joy Division» - «Unknown Pleasures» і «Closer».

## Відгуки та критика
На думку Артемія Троїцького, «Чорний альбом» — найкраща платівка гурту «Кино» як за музичним, так і за поетичним матеріалом. Журналіст і автор праць з історії російського року Ніна Барановська назвала «Чорний альбом» одним зі своїх улюблених, бо саме в ньому Цой розкрився по-новому. Критик зазначила, що альбом вийшов «російським» через фольклорні мотиви. Експерт припускає, що якби не загибель Цоя, то гурт міг отримати зовсім інший стиль. Журналіст Михайло Садчиков назвав альбом «приголомшливим», а аранжування - цікавими. У цьому плані «Чорний альбом», на думку критика, перевершує навіть «Групу крові» і «Зірку на ім'я Сонце».
Заключний альбом гурту «Кино» піддавався критиці за «попсовість». Критики вважали, що Айзеншпіс вів колектив у бік комерційної музики. Втім, учасники і сам продюсер це заперечували. «Несамостійність» альбому спостерігалася і в іншому: крім схожості з «Ласковым маем», критики звернули увагу і на вплив творчості гурту »The Smiths» на звучання «Чорного альбому». Продюсер Андрій Тропілло зазначав, що «Чорний альбом» - «тупикова гілка» творчого розвитку «Кино». На думку Бориса Гребенщикова, на цій платівці Цой фактично повторив самого себе зразка попередніх альбомів. Лідер гурту »Аквариум» зазначав:
|  | Єго шлях мені видається як абсолютно ясна, закінчена річ. Останні три альбоми він весь час говорив одне й те саме. Різними словами виражався один і той самий емоційний знак. І не тому, що йому нічого було сказати, а тому, що це було те, що потрібно сказати. І в останньому альбомі це сказано з максимальною простотою. |

Проте інші експерти з думкою Тропілло і Гребенщикова не погодилися. Так, Максим Пашков не вважає, що пісні гурту «Кино» на один мотив. Рашид Нугманов і Всеволод Гаккель також не погодилися з тезою про те, що до «Чорного альбому» Цой списався. Ігор Тихомиров і Юрій Каспарян і зовсім упевнені, що «Чорний альбом» продемонстрував величезний потенціал Віктора Цоя, який музиканту так і не вдалося до кінця реалізувати.
Свою оцінку «Чорного альбому» дав і колишній учасник гурту «Кино» Олексій Рибін: він не згоден, що гурт «Кино» «пішов у попсу». На думку музиканта, бас-гітарист Ігор Тихомиров подарував «Чорному альбому» «попсовість», але «в хорошому сенсі цього слова». Недоліком платівки Рибін порахував її «рівність» і відсутність «особливих вишукувань».
Остання платівка гурту «Кино» була названа «Кращим альбомом 1990 року» за результатами опитування, організованого газетою «Московский комсомолец». Читачі, однак, голосували за «Чорний альбом» авансом, оскільки до моменту початку голосування альбом офіційно ще не вийшов і пісні поки що були недоступні слухачам.

## Список композицій

### Видання Moroz Records
Автор музики і слів написані Віктором Цоєм. 
| #     | Назва                       | Тривалість |
| ----- | --------------------------- | ---------- |
| 1.    | «Кончится лето»             | 5:56       |
| 2.    | «Красно-жёлтые дни»         | 5:50       |
| 3.    | «Нам с тобой»               | 4:50       |
| 4.    | «Звезда»                    | 4:30       |
| 5.    | «Кукушка»                   | 6:40       |
| 6.    | «Когда твоя девушка больна» | 4:21       |
| 7.    | «Муравейник»                | 5:18       |
| 8.    | «Следи за собой»            | 5:00       |
| 42:25 |                             |            |

| Бонус-треки на перевиданні Moroz Records 1996 року | Бонус-треки на перевиданні Moroz Records 1996 року | Бонус-треки на перевиданні Moroz Records 1996 року |
| #                                                  | Назва                                              | Тривалість                                         |
| -------------------------------------------------- | -------------------------------------------------- | -------------------------------------------------- |
| 9.                                                 | «Сосны на морском берегу»                          | 5:17                                               |
| 10.                                                | «Завтра война»                                     | 0:35                                               |
| 48:17                                              |                                                    |                                                    |

### Видання Maschina Records
| #     | Назва                        | Тривалість |
| ----- | ---------------------------- | ---------- |
| 1.    | «Жду ответа»                 | 5:55       |
| 2.    | «Красно-жёлтые дни»          | 5:50       |
| 3.    | «Нам с тобой»                | 4:49       |
| 4.    | «Волчий вой»                 | 4:30       |
| 5.    | «Кукушка»                    | 6:39       |
| 6.    | «Когда твоя девушка больна»  | 4:19       |
| 7.    | «Я не люблю, когда мне врут» | 5:17       |
| 8.    | «Следи за собой»             | 5:00       |
| 42:16 |                              |            |

## Учасники запису
- Віктор Цой — вокал, гітара
- Юрій Каспарян — гітара
- Ігор Тихомиров — бас-гітара
- Георгій Гур'янов — ударні
- Юрій Айзеншпіс — продюсер
- Жан Таксі — зведення (Studio Val d'Orge, Париж, Франція).